# Trogoderma serraticorne
Trogoderma serraticorne is een keversoort uit de familie spektorren (Dermestidae). De wetenschappelijke naam van de soort werd in 1792 gepubliceerd door Johann Christian Fabricius.